# Bezumnyj den
Bezumnyj den (russisk: Безумный день) er en sovjetisk spillefilm fra 1956 af Andrej Tutysjkin.

## Medvirkende
- Igor Ilinskij som Zajtsev
- Sergej Martinson som Miusov
- Serafima Birman
- Anastasija Georgievskaja
- Rostislav Pljatt som Dudkin